# 穂積押山
穂積 押山（ほづみ の おしやま）は、古墳時代後期の6世紀前半頃の人物。カバネは臣。
『日本書紀』では「穂積臣押山（ほづみのおみ おしやま）」と表記されるほか、同書割注によると『百済本記』では「委意斯移麻岐彌（わのおしやまきみ）」と表記されるという（原文は散逸）。『古事記』に記載はない。
継体天皇（第26代）の時における任那の哆唎国守（たりのくにのみこともち）または下哆唎国守（あるしたりのくにのみこともち）で、百済への任那4県割譲（支配承認）で活躍した人物とされる。

## 記録
『日本書紀』継体天皇6年（512年?）4月6日条によると、穗積押山は百済に遣わされ、筑紫国の馬40頭を贈った。
同年12月条では、百済が使者を派遣して朝貢し任那の上哆唎・下哆唎・娑陀・牟婁の4県割譲を要求した際、哆唎国守の押山は百済に近く日本から遠いことから是とする旨を上奏し、大伴金村に賛同を受けた。そして任那4県は割譲されたが、のちに大伴金村と押山は百済から賂を受けたとの流言が立ったという。
継体天皇7年（513年?）6月条では、百済が五経博士の段楊爾を献上し、伴跛国に奪われた己汶の地の奪回を求めた際に、姐弥文貴将軍とそれに副えて押山が日本に派遣されている。
また継体天皇23年（529年?）3月条によると、下哆唎国守の押山は、百済が朝貢の津路を加羅の多沙津に変更したがっている旨を奏上した。このときに朝廷は加羅王の反対を押して多沙を与えたため、加羅は新羅と結び日本を恨むこととなったという。

## 考証
上記の記事において、穂積押山はヤマト王権の執政官としての活動が見られる。一方、百済の立場を代弁する存在として記述されることから、押山を倭系百済官僚とし、百済の地方官として哆唎国守・下哆唎国守に任命されていたとする説がある。
李弘稙は、穂積押山はもともとヤマト朝廷の使臣として百済に派遣されたが、のちにヤマト朝廷が百済に下賜した「哆唎」地域にとどまりながら百済に仕えたものだと説明している。
押山の姓は臣であるにもかかわらず、『百済本記』で「委意斯移麻岐彌（わのおしやまきみ）」と呼ばれているのは、554年に筑紫国造が戦功によって威徳王に「鞍橋君」という名を与えられたように、百済王と押山に特別な関係があったからであるとみられる。